# The Voice of Ukraine
Pour les articles homonymes, voir Golos.
 (9 janvier 2021).
The Voice of Ukraine est la version ukrainienne de l'émission musicale The Voice lancée en 2010 par John de Mol. Elle est diffusée depuis le 22 mai 2011 sur la chaîne 1+1.

## Participants

### Coaches
Le jury, regroupant quatre personnalités de la chanson ukrainienne, est - ou a été - composé de :
| Coach | Coach                  | Saisons | Saisons | Saisons | Saisons | Saisons | Saisons | Saisons | Saisons | Saisons | Saisons | Saisons | Saisons | Saisons |
| Coach | Coach                  | 1       | 2       | 3       | 4       | 5       | 6       | 7       | 8       | 9       | 10      | 11      | 12      | 13      |
| ----- | ---------------------- | ------- | ------- | ------- | ------- | ------- | ------- | ------- | ------- | ------- | ------- | ------- | ------- | ------- |
|       | Oleksandr Ponomariov   |         |         |         |         |         |         |         |         |         |         |         |         |         |
|       | Diana Arbenina         |         |         |         |         |         |         |         |         |         |         |         |         |         |
|       | Stas Piekha            |         |         |         |         |         |         |         |         |         |         |         |         |         |
|       | Ruslana                |         |         |         |         |         |         |         |         |         |         |         |         |         |
|       | Oleg Skripka           |         |         |         |         |         |         |         |         |         |         |         |         |         |
|       | Valeria                |         |         |         |         |         |         |         |         |         |         |         |         |         |
|       | Tina Karol             |         |         |         |         |         |         |         |         |         |         |         |         |         |
|       | Svyatoslav Vakartchouk |         |         |         |         |         |         |         |         |         |         |         |         |         |
|       | Ani Lorak              |         |         |         |         |         |         |         |         |         |         |         |         |         |
|       | Sergueï Lazarev        |         |         |         |         |         |         |         |         |         |         |         |         |         |
|       | Tamara Gverdtsiteli    |         |         |         |         |         |         |         |         |         |         |         |         |         |
|       | Potap                  |         |         |         |         |         |         |         |         |         |         |         |         |         |
|       | Ivan Dorn              |         |         |         |         |         |         |         |         |         |         |         |         |         |
|       | Jamala                 |         |         |         |         |         |         |         |         |         |         |         |         |         |
|       | Serhiï Babkine         |         |         |         |         |         |         |         |         |         |         |         |         |         |
|       | Dan Bălan              |         |         |         |         |         |         |         |         |         |         |         |         |         |
|       | Monatik                |         |         |         |         |         |         |         |         |         |         |         |         |         |
|       | Potap & NK             |         |         |         |         |         |         |         |         |         |         |         |         |         |
|       | Nadia Dorofeeva        |         |         |         |         |         |         |         |         |         |         |         |         |         |
|       | Oleh Vynnyk            |         |         |         |         |         |         |         |         |         |         |         |         |         |
|       | Olya Polyakova         |         |         |         |         |         |         |         |         |         |         |         |         |         |
|       | Julia Sanina           |         |         |         |         |         |         |         |         |         |         |         |         |         |
|       | Kalush                 |         |         |         |         |         |         |         |         |         |         |         |         |         |
|       | Artem Pivovarov        |         |         |         |         |         |         |         |         |         |         |         |         |         |

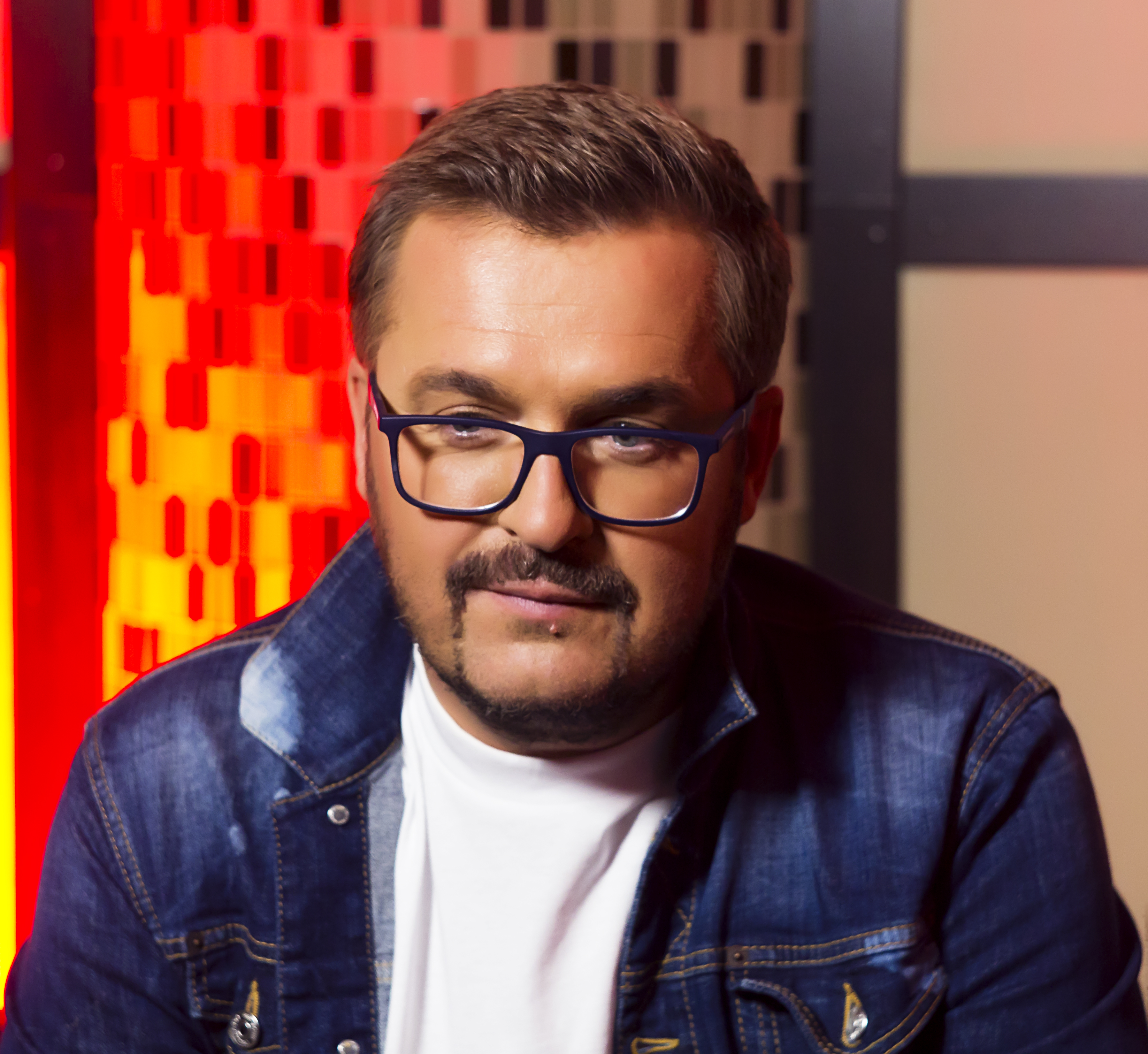
Oleksandr Ponomariov (saison 1 à 3, 5)
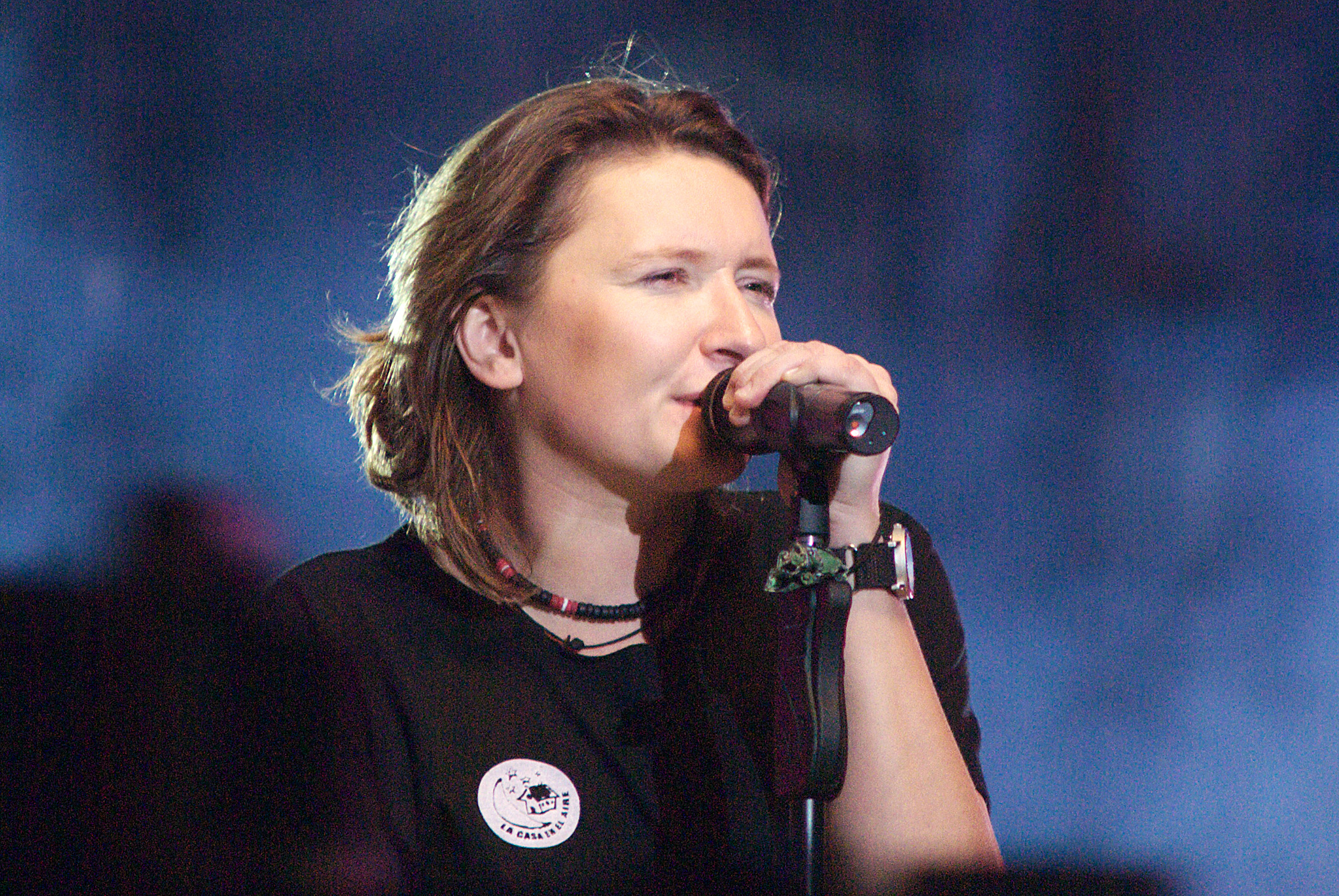
Diana Arbenina (saison 1 et 2)
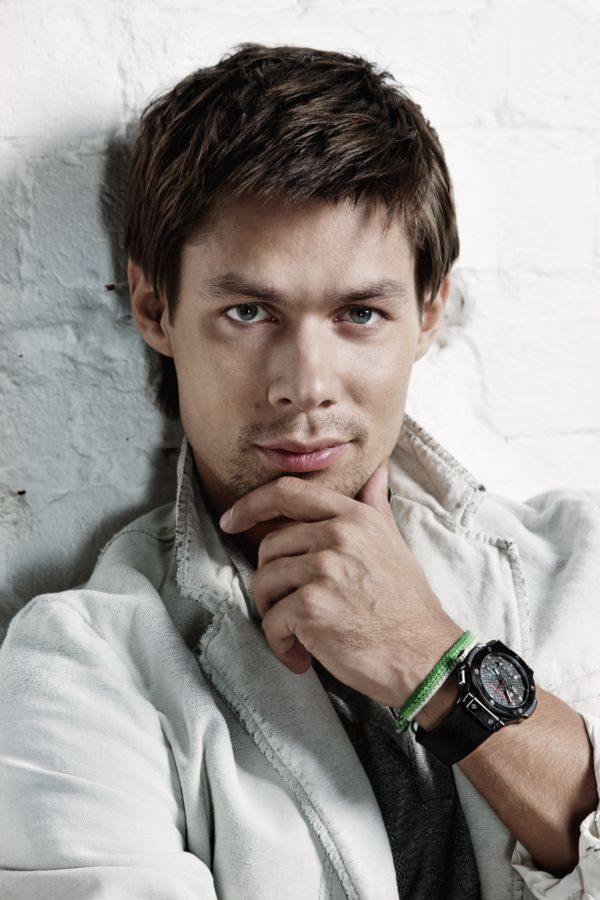
Stas Piekha (saison 1)
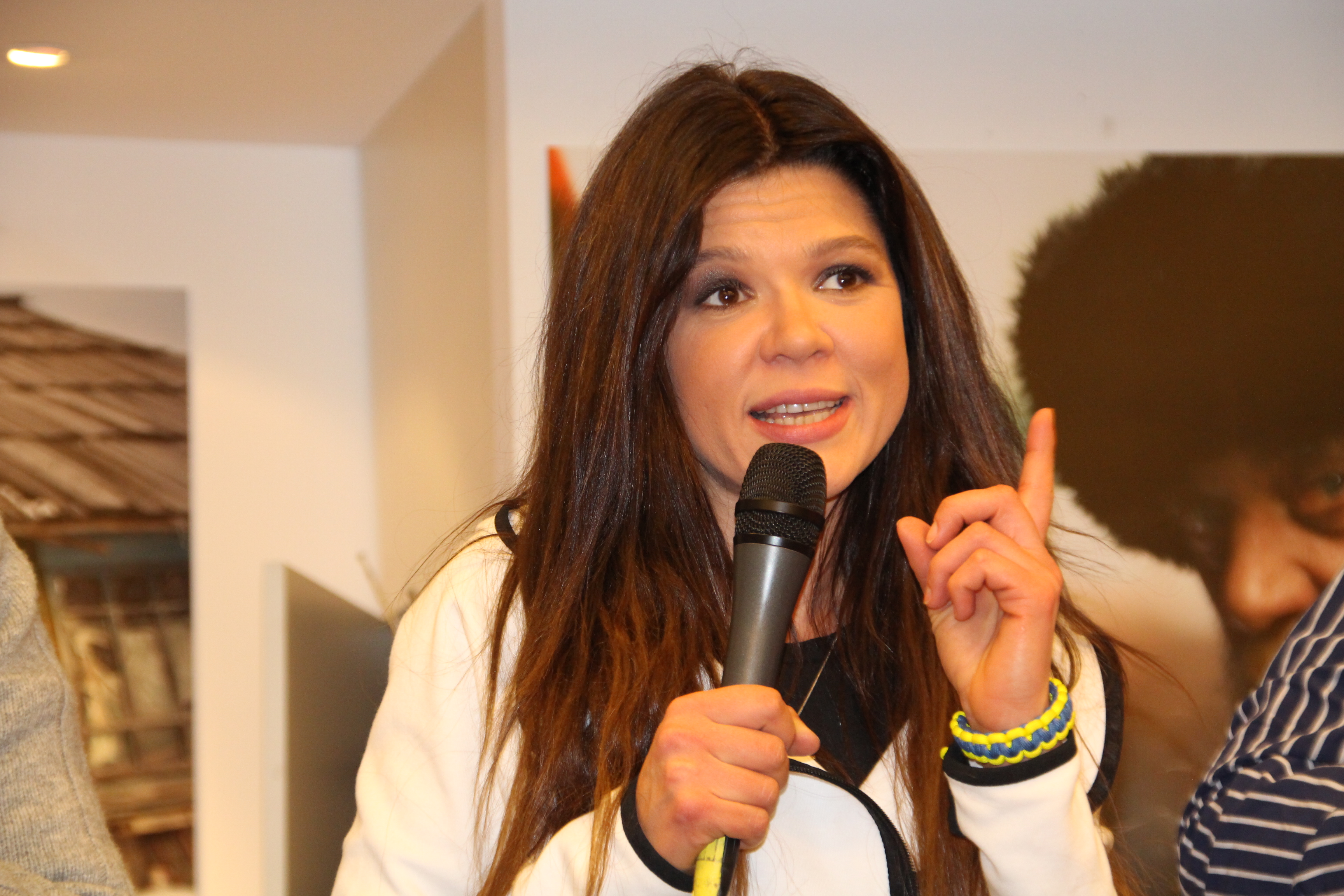
Ruslana (saison 1)
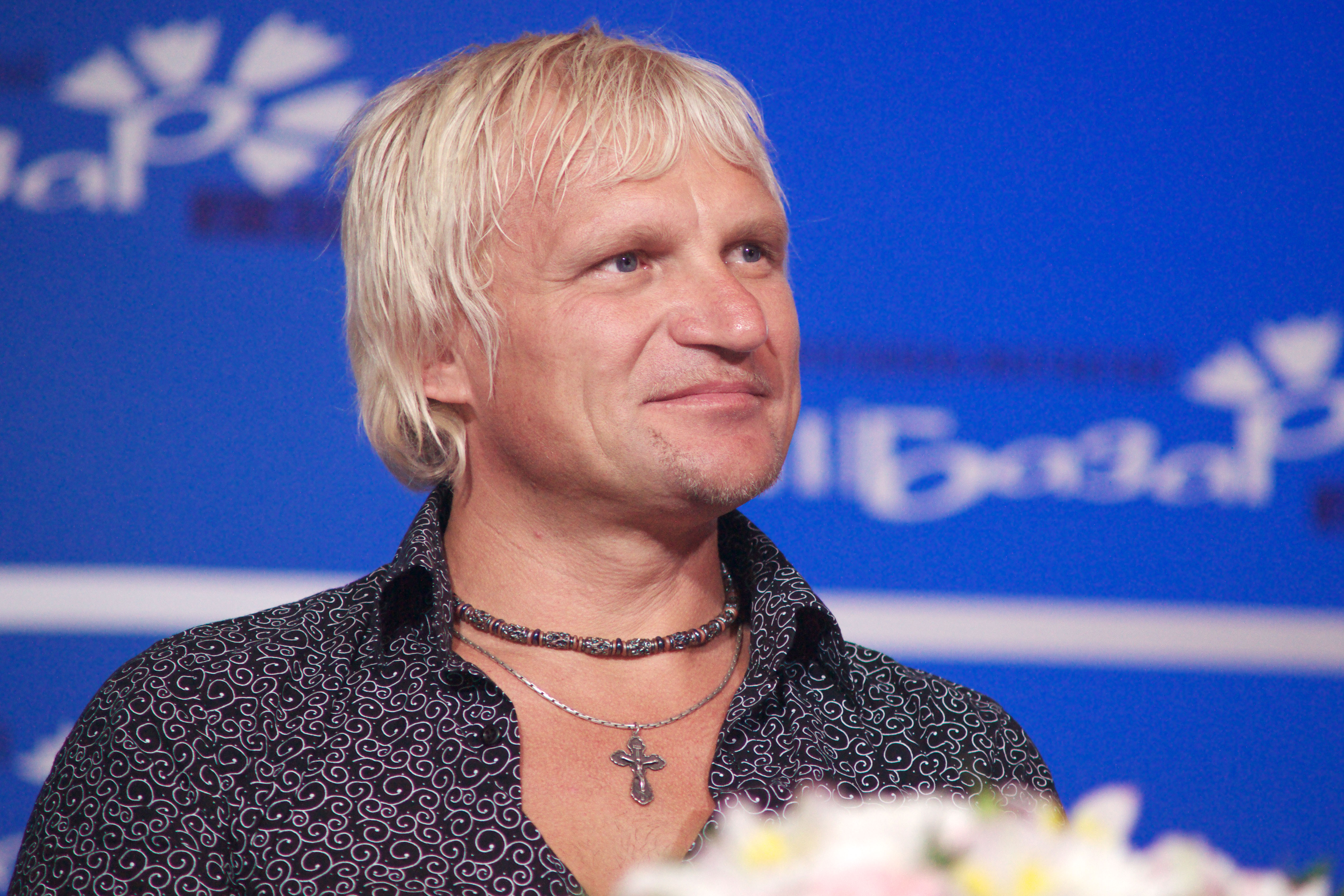
Oleg Skripka (saisons 2 et 3)
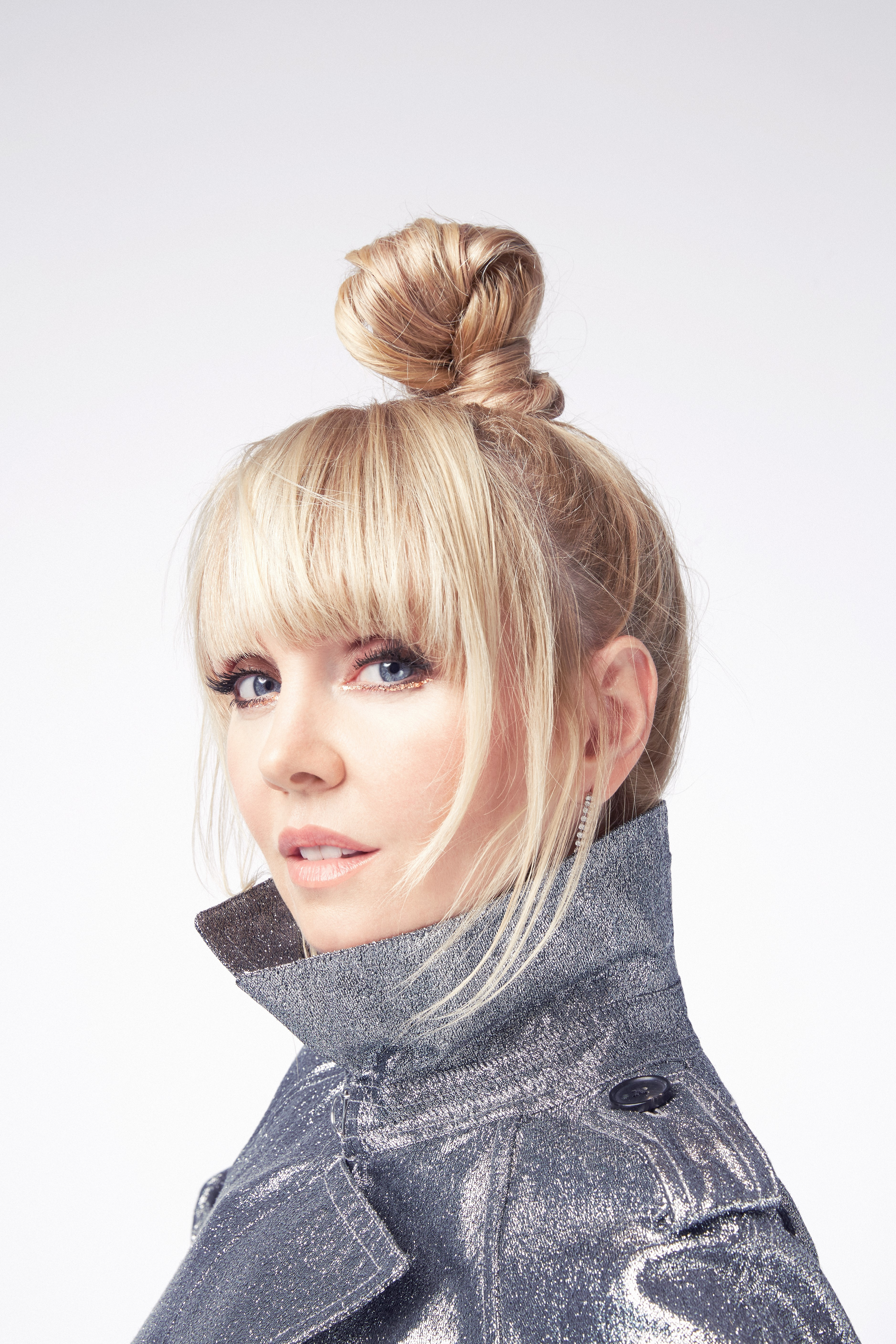
Valeria (saison 2)
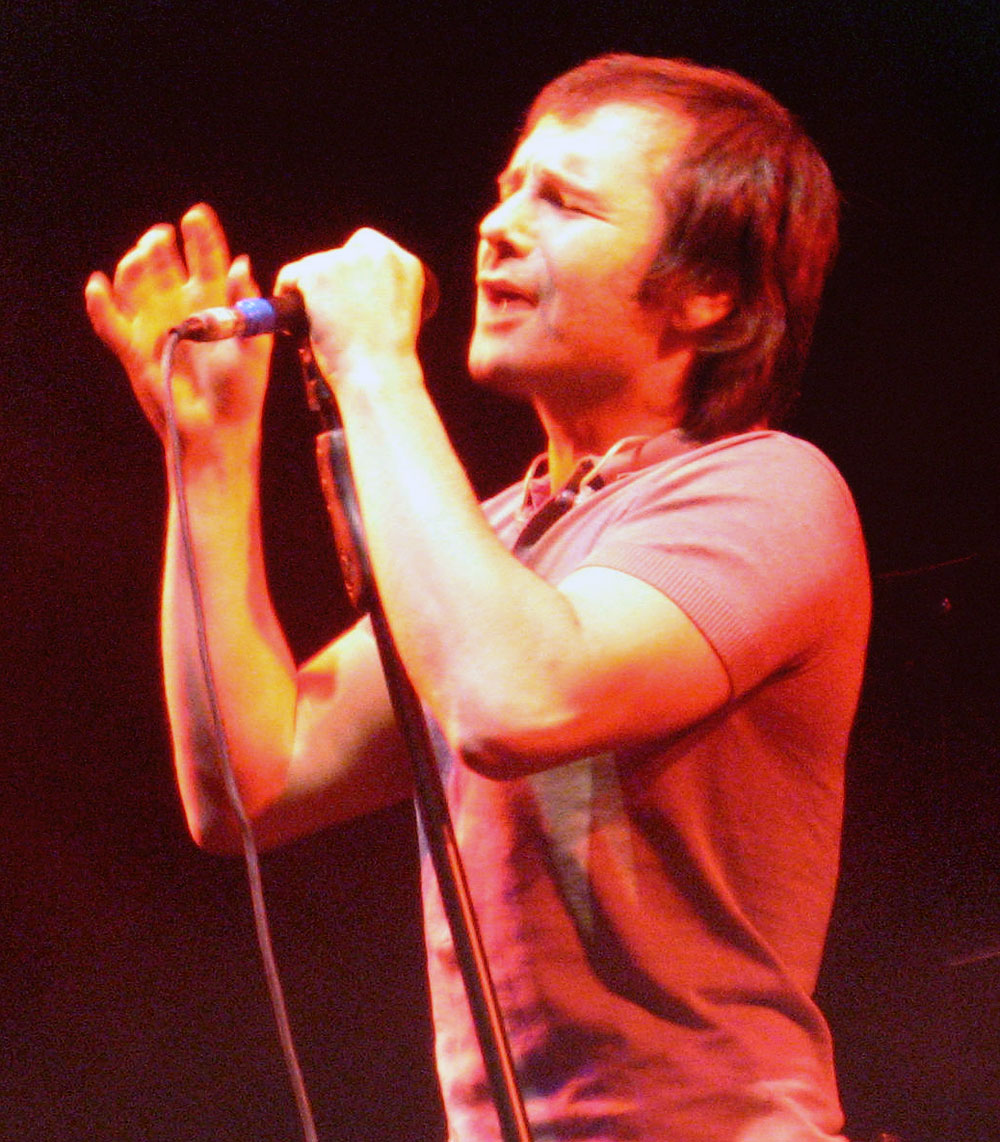
Sviatoslav Vakartchouk (saisons 3 à 6)
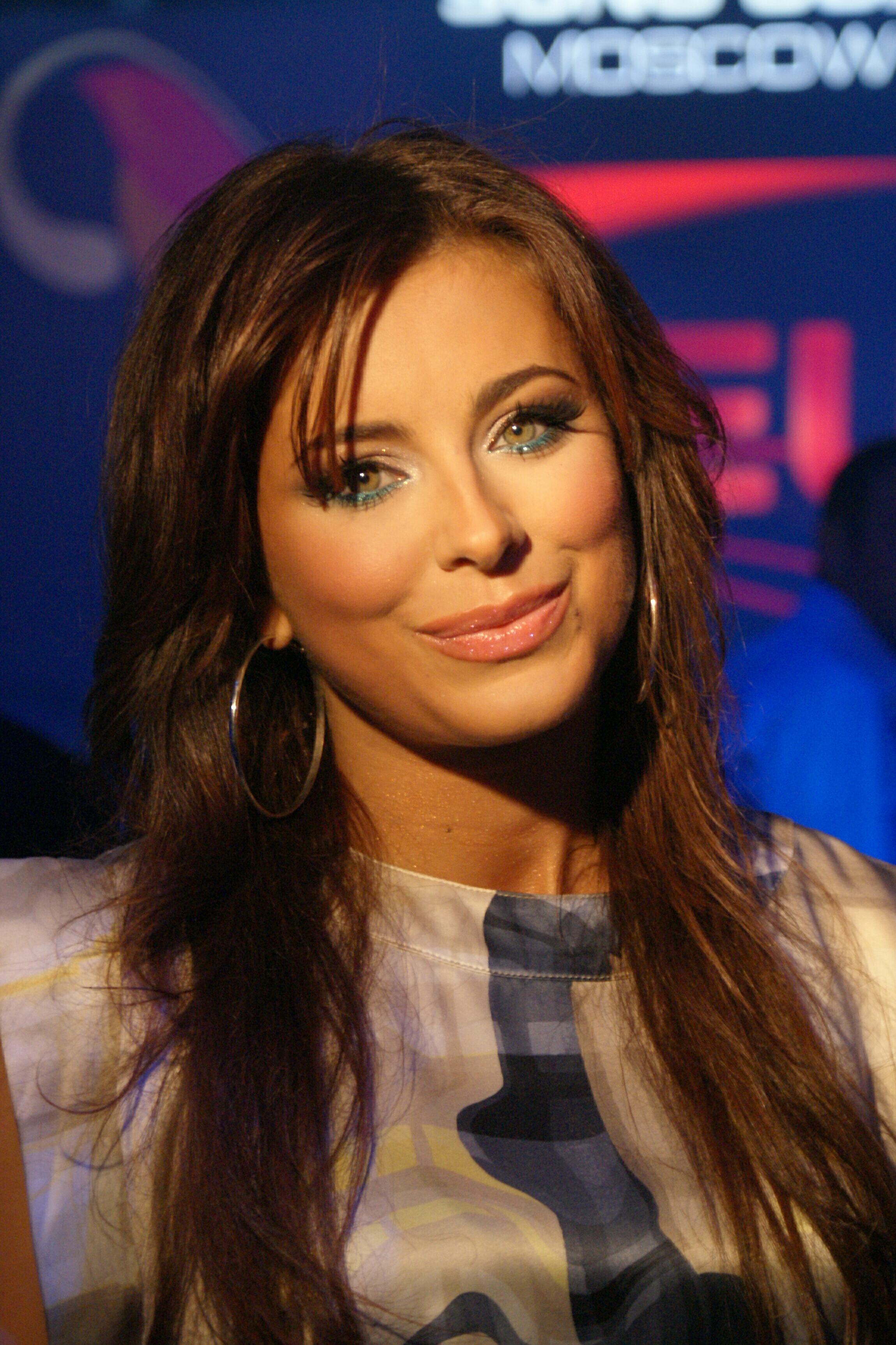
Ani Lorak (saison 4)
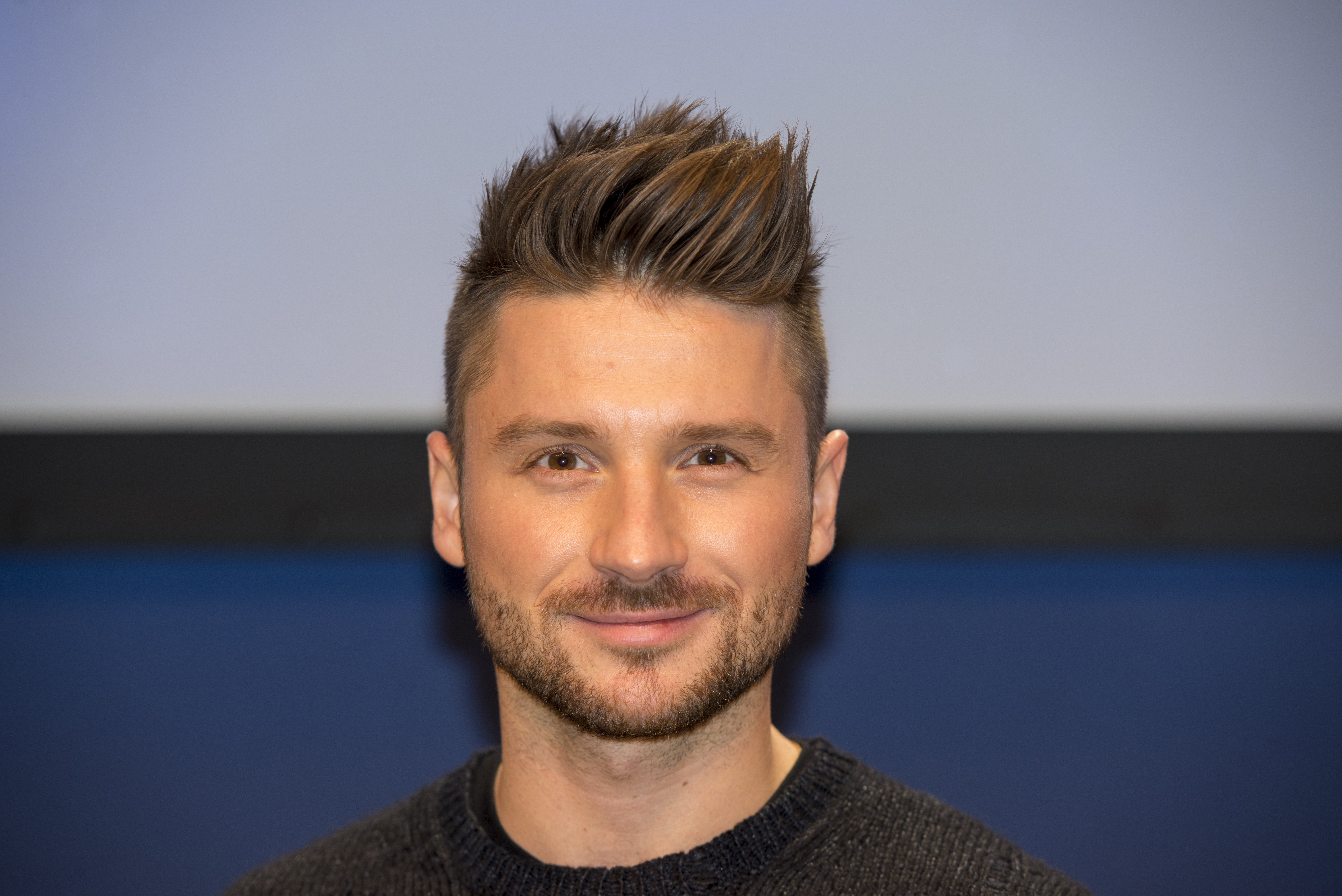
Sergueï Lazarev (saison 4)
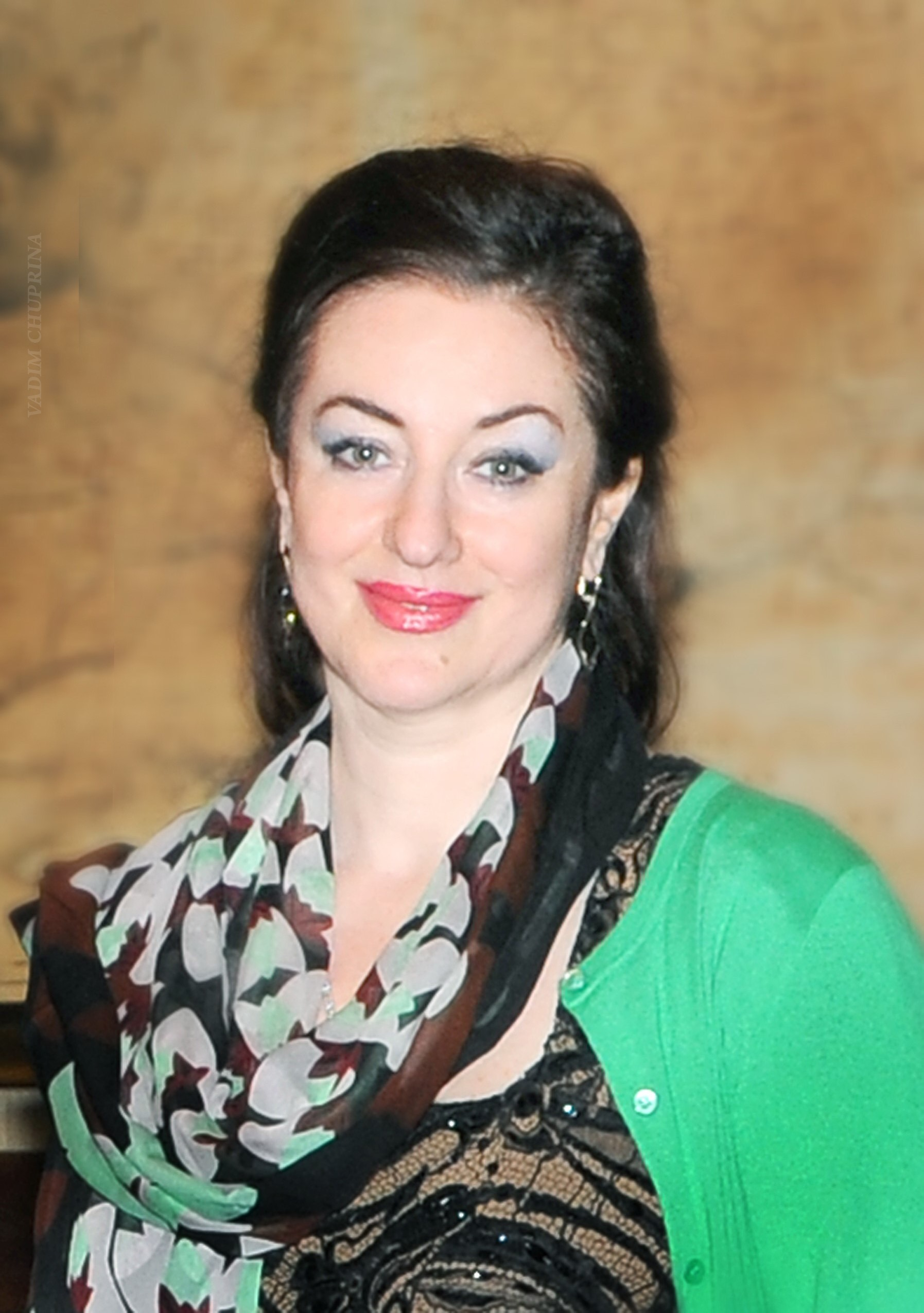
Tamara Gverdtsiteli (saison 4)
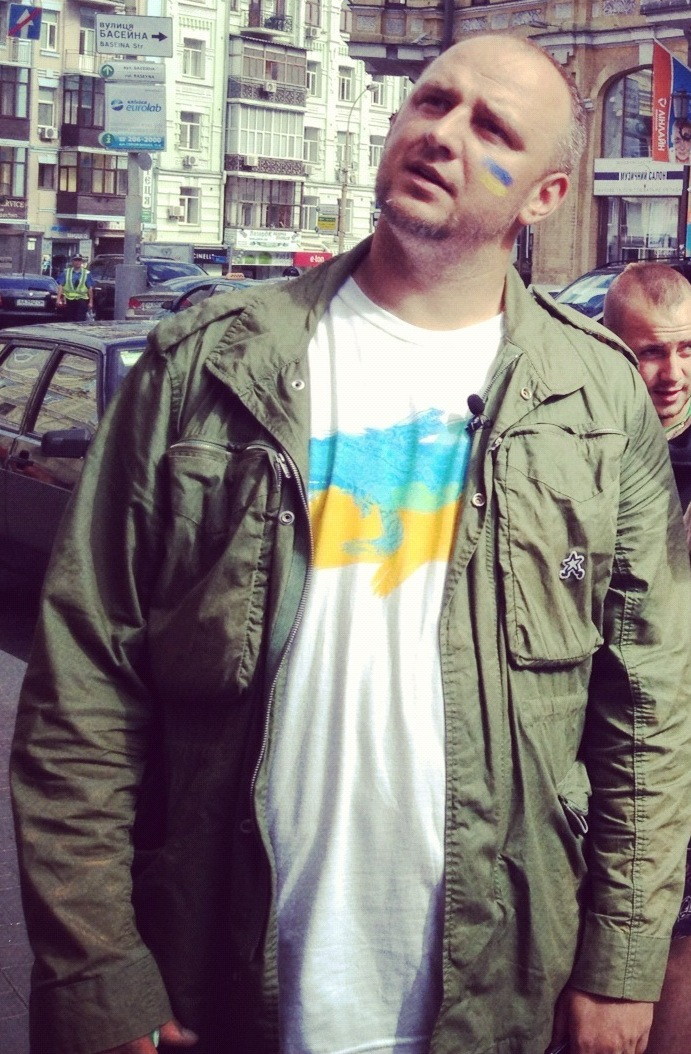
Potap (saisons 5 à 7)
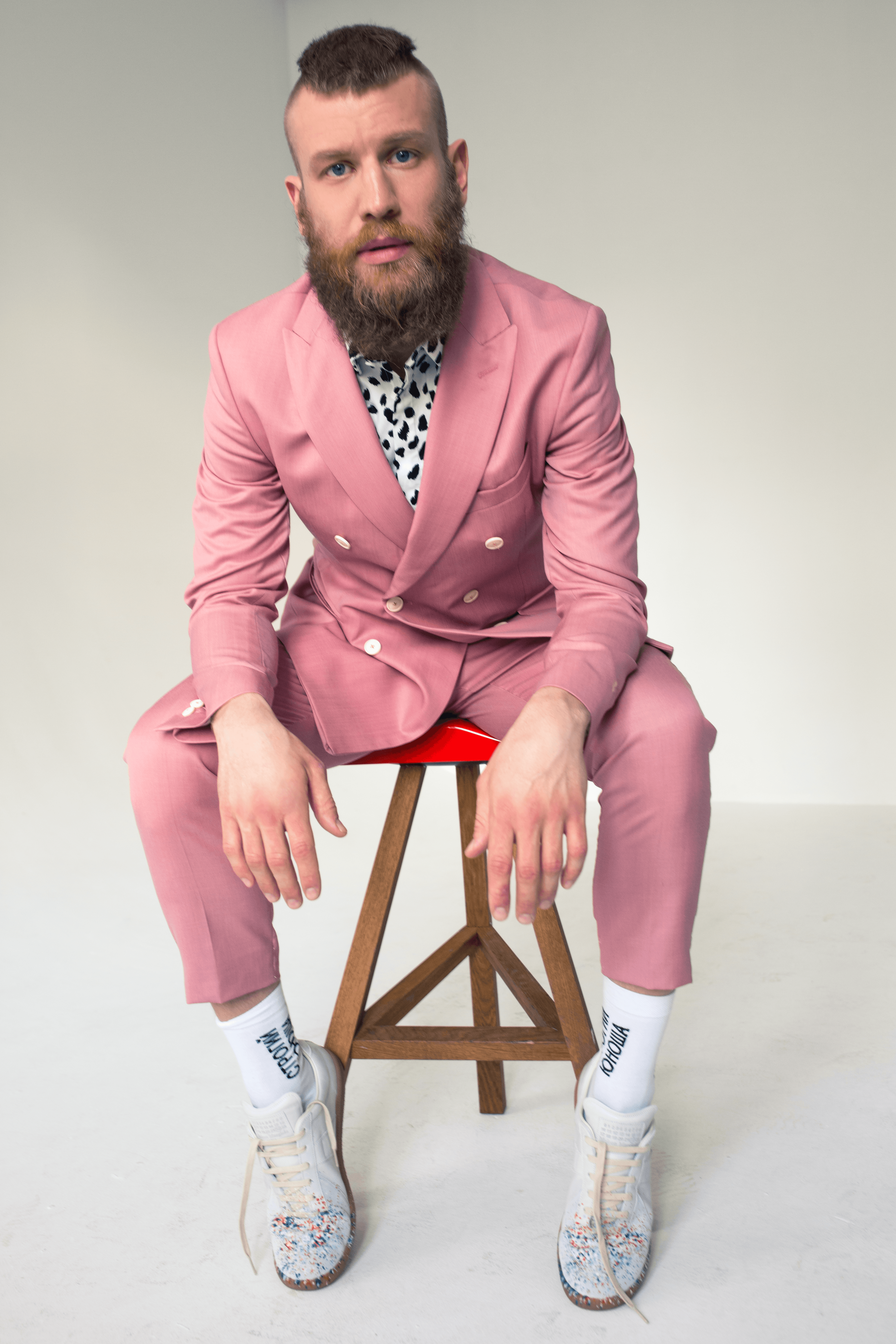
Ivan Dorn (saison 6)
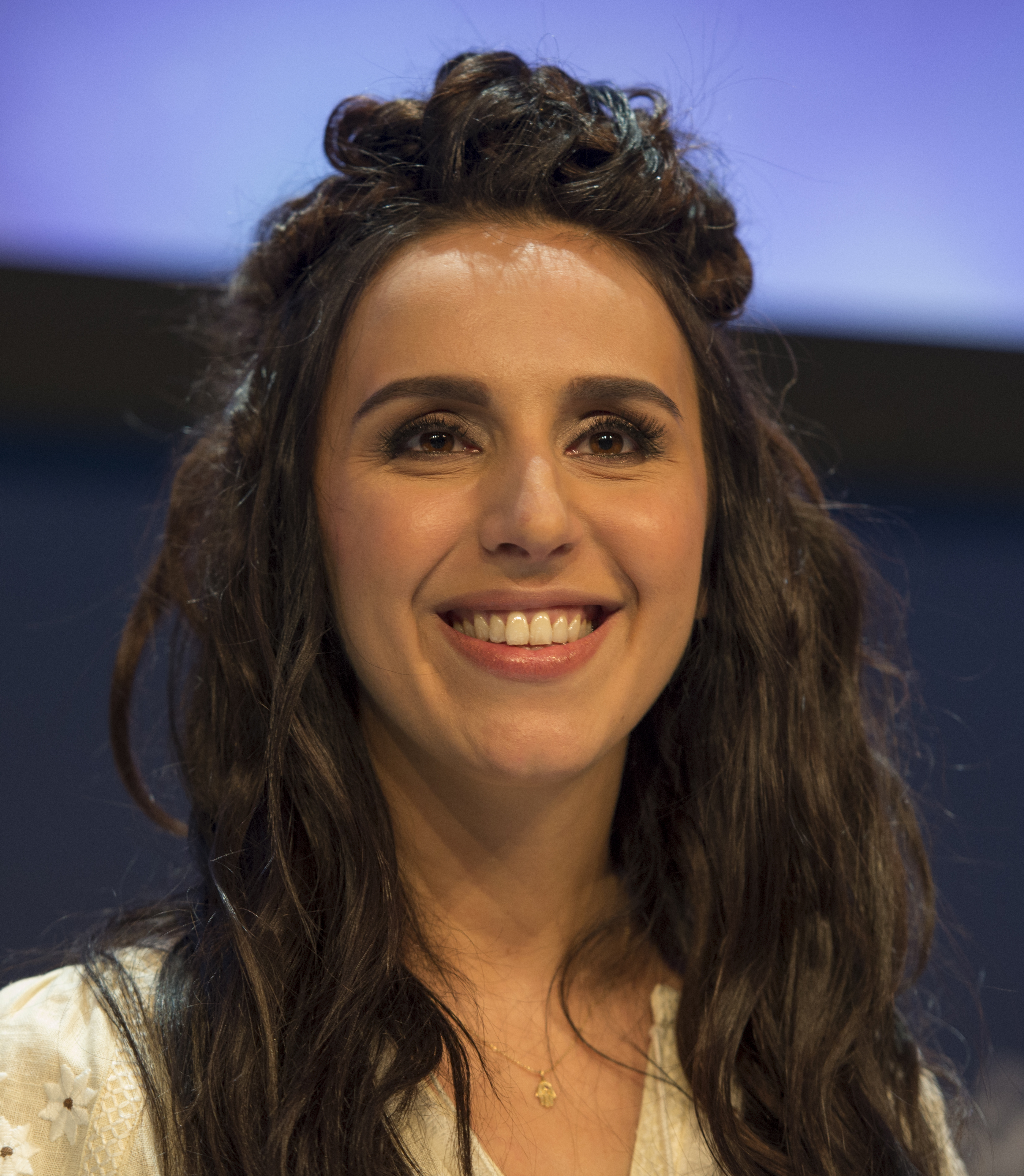
Jamala (saison 7 à 8)
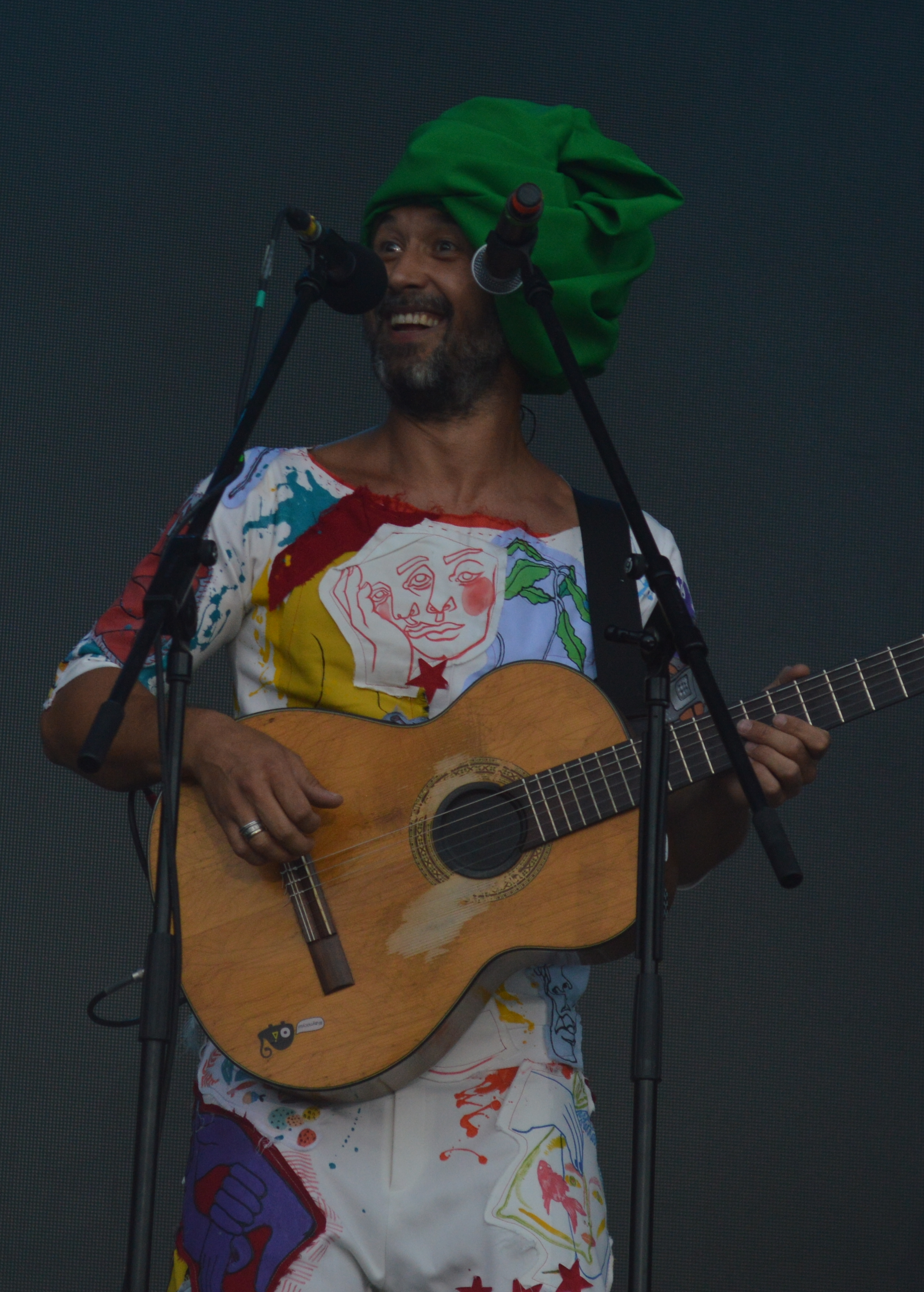
Serhiï Babkine (saison 7 à 8)
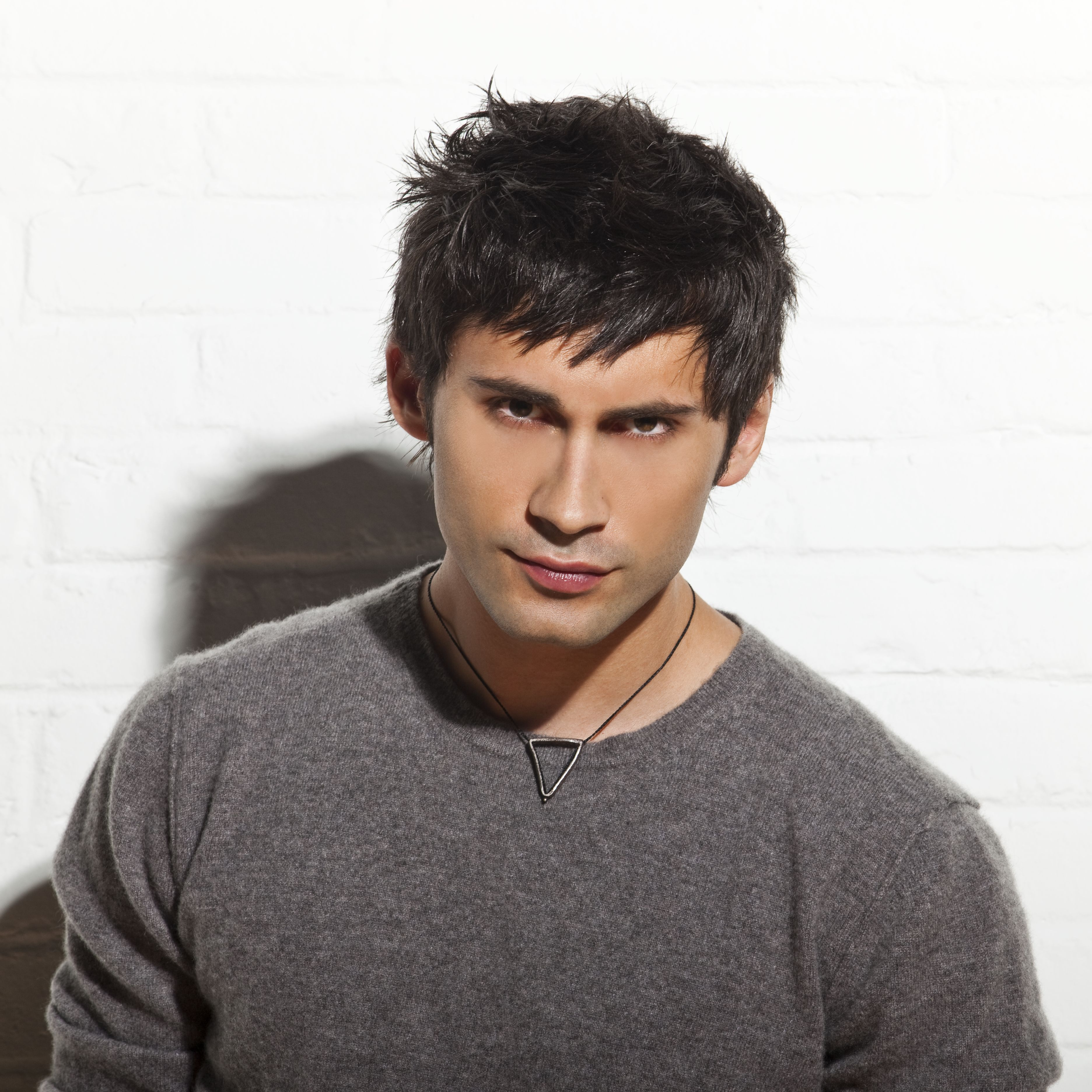
Dan Bălan (saison 9)
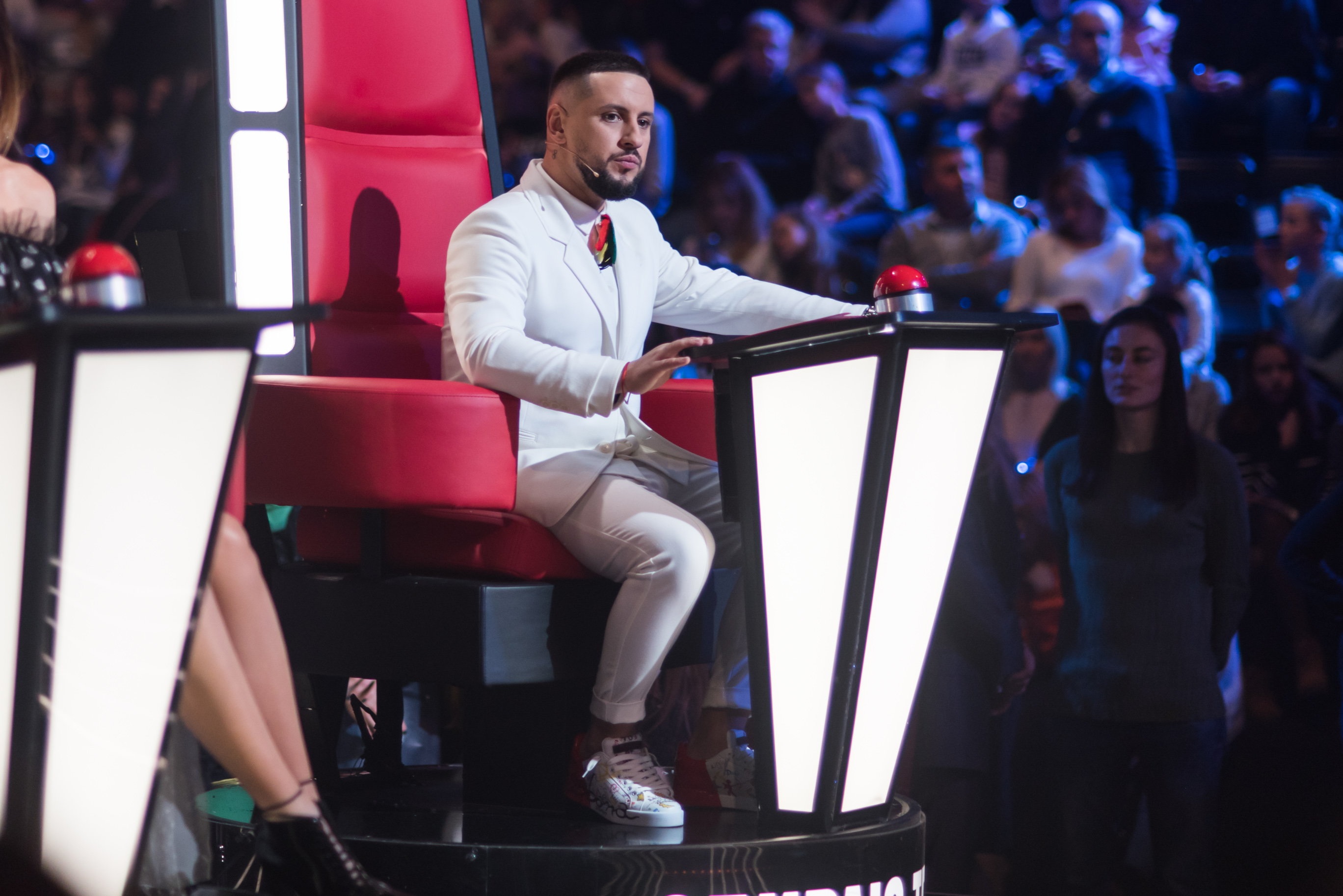
Monatik (saison 9)
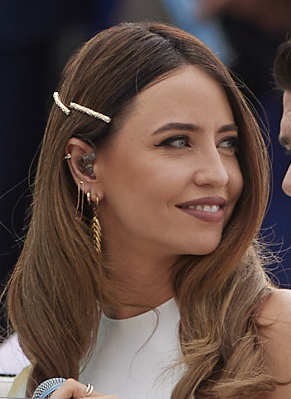
Nadia Dorofeeva (saison 11)
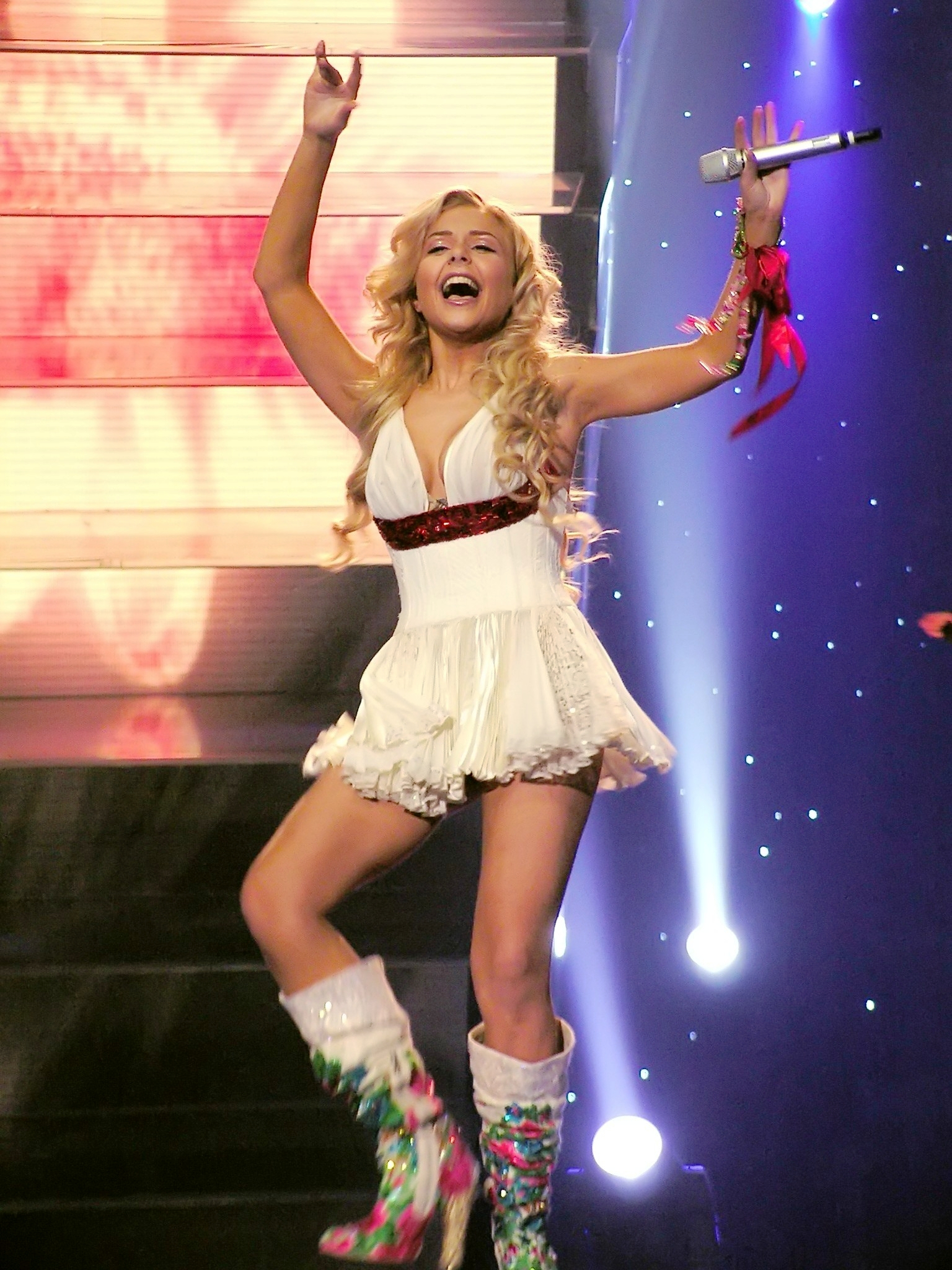
Tina Karol (saison 3, 5 à 11)
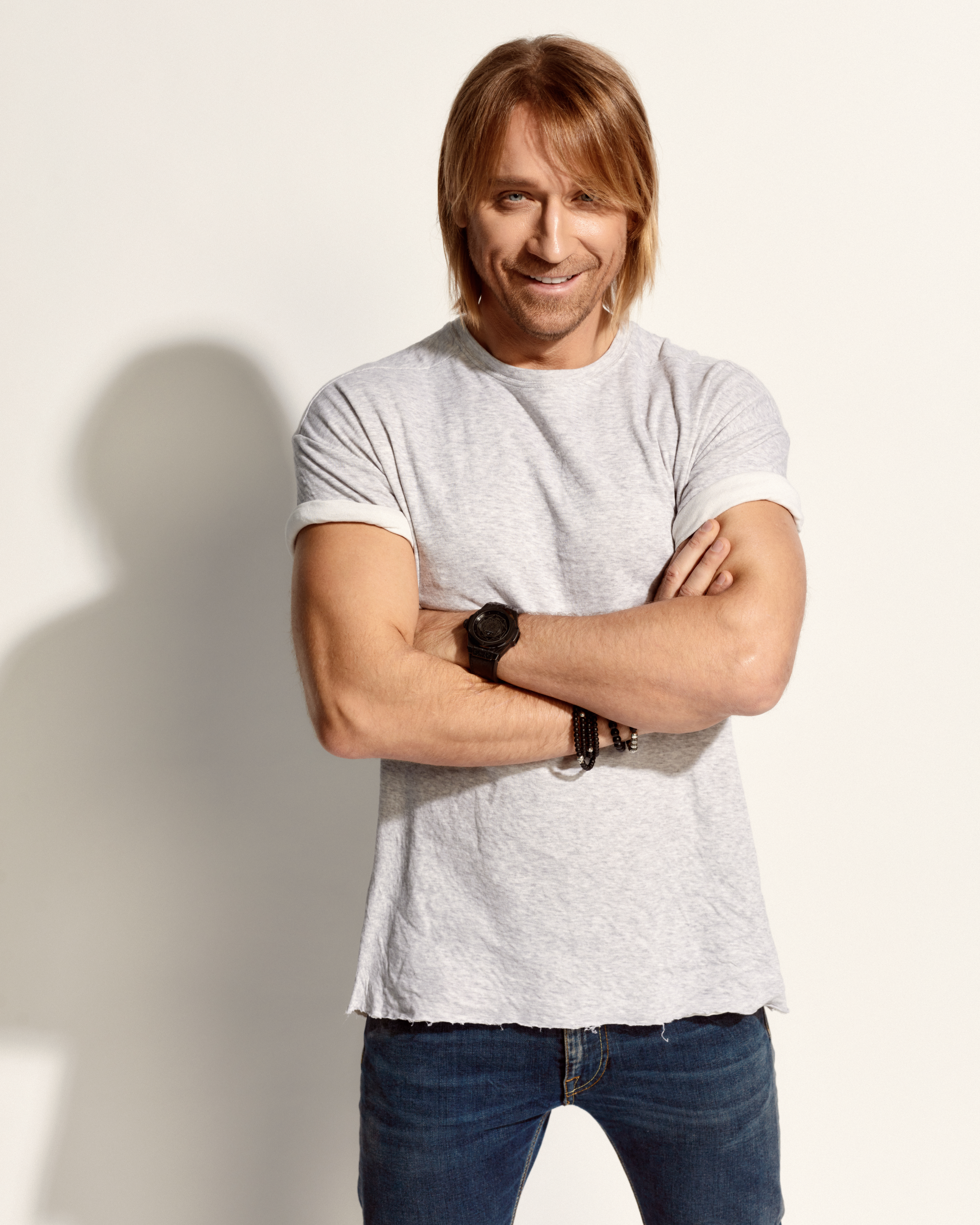
Oleh Vynnyk (saison 11)

## Palmarès
- Équipe Oleksandr Ponomariov
- Équipe Diana Arbenina
- Équipe Stas Piekha
- Équipe Ruslana
- Équipe Oleg Skripka
- Équipe Valeria
- Équipe Tina Karol
- Équipe Svyatoslav Vakartchouk
- Équipe Ani Lorak
- Équipe Sergeï Lazarev
- Équipe Tamara Gverdtsiteli
- Équipe Potap
- Équipe Ivan Dorn
- Équipe Jamala
- Équipe Serhiï Babkine
- Équipe Dan Bălan
- Équipe Monatik
- Équipe Nadiya Dorofeeva
- Équipe Oleh Vynnyk

| Saison | Première        | Finale           | Vainqueur          | Finaliste          | Troisième        | Quatrième          | Coach vainqueur        | présentateur                                          | 1                      | 2                      | 3                    | 4                    |
| ------ | --------------- | ---------------- | ------------------ | ------------------ | ---------------- | ------------------ | ---------------------- | ----------------------------------------------------- | ---------------------- | ---------------------- | -------------------- | -------------------- |
| 1      | 22 mai 2011     | 11 décembre 2011 | Ivan Hanzera       | Antonina Matvienko | Vladyslav Sytnyk | Arsen Mirzoyan     | Diana Arbenina         | Katya Osadtcha, Andrei Domanski, Anatoliy Anatolevich | Ruslana                | Stas Piekha            | Diana Arbenina       | Oleksandr Ponomariov |
| 2      | 8 janvier 2012  | 29 avril 2012    | Pavlo Tabakov      | Anhelina Moniak    | Nazar Savko      | Mariya Yaremtchouk | Diana Arbenina         | Katya Osadtcha, Andrei Domanski, Anatoliy Anatolevich | Oleg Skripka           | Diana Arbenina         | Oleksandr Ponomariov | Valeria              |
| 3      | 10 mars 2013    | 9 juin 2013      | Anna Khodorovska   | Otar Nemsadze      | Artem Kondratiuk | Taras Melnyk       | Oleksandr Ponomariov   | Katya Osadtcha, Andrei Domanski, Anatoliy Anatolevich | Oleg Skripka           | Svyatoslav Vakartchouk | Tina Karol           | Oleksandr Ponomariov |
| 4      | 2 mars 2014     | 8 juin 2014      | Igor Grohotsky     | Marlene Karimow    | Olga Melnik      | Michael Mirka      | Svyatoslav Vakartchouk | Olha Konyk-Freimout, Anatoliy Anatolevich             | Svyatoslav Vakartchouk | Tamara Gverdtsitelli   | Ani Lorak            | Sergeï Lazarev       |
| 5      | 8 mars 2015     | 7 juin 2015      | Anton Kopytin      | Tetiana Rechetniak | Andrew Luchanko  | Eugene Tolochni    | Tina Karol             | Olha Konyk-Freimout, Yuriy Horbunov                   | Svyatoslav Vakartchouk | Tina Karol             | Potap                | Olexandr Ponomariov  |
| 6      | 28 février 2016 | 29 mai 2016      | Vitalina Musiyenko | Inna Ishchenko     | Pavlo Paliychuk  | Vlad Karaschuk     | Svyatoslav Vakartchouk | Iouriy Horbounov, Katya Osadtcha                      | Svyatoslav Vakartchouk | Tina Karol             | Potap                | Ivan Dorn            |
| 7      | 22 janvier 2017 | 23 avril 2017    | Oleksandr Klymenko | Ingret Kostenko    | Vera Kekelia     | Anna Kuksа         | Tina Karol             | Iouriy Horbounov, Katya Osadtcha                      | Tina Karol             | Potap                  | Jamala               | Serhiï Babkine       |
| 8      | 28 janvier 2018 | 29 avril 2018    | Olena Lutsenko     | Andriy Ribarchuk   | Ania Trincher    | Srubi Sargsian     | Serhiï Babkine         | Iouriy Horbounov, Katya Osadtcha                      | Tina Karol             | Potap                  | Jamala               | Serhiï Babkine       |
| 9      | 20 janvier 2019 | 21 avril 2019    | Oksana Mukha       | Karyna Arsentyeva  | Andriy Khayat    | Victoria Oliynyk   | Dan Bălan              | Iouriy Horbounov, Katya Osadtcha                      | Dan Bălan              | Tina Karol             | Monatik              | Potap                |
| 10     | 19 janvier 2020 | 27 avril 2020    | Roman Sansachyn    | Indira Edilbaeva   | Erlan Baybazorav | Serhiy Asafatov    | Tina Karol             | Iouriy Horbounov, Katya Osadtcha                      | Dan Bălan              | Tina Karol             | Monatik              | Potap & NK           |
| 11     | 24 janvier 2021 | 25 avril 2021    | Sergey Lazanovsky  | Julia Timochko     | Thoma Spider     | Sergey Neichev     | Nadiya Dorofeeva       | Iouriy Horbounov, Katya Osadtcha                      | Nadiya Dorofeeva       | Monatik                | Tina Karol           | Oleh Vynnyk          |
| 12     | 23 janvier 2022 | 20 novembre 2022 | Mariia Kvita       | Serhiï Solovyov    | Vassyl Palyoukh  | David Maskissa     | Oleksandra & Andriy    | Iouriy Horbounov                                      | Sviatoslav Vakartchouk | Nadia Dorofeïeva       | Potap                | Olya Polyakova       |